# Gerald Almeida
Gerald Almeida (ur. 7 marca 1946 w Udayvar) – indyjski duchowny rzymskokatolicki, w latach 2001–2024 biskup Jabalpur.